# شروکشار
شُرُکشار ناحیه ۲۳ و جدیدترین از ناحیه‌های بوداپست، پایتخت مجارستان است. این ناحیه روستایی با همین نام در پشت‌ارژبت بود و در ۱۹۵۰ به بوداپست بزرگ الحاق شده‌بود؛ پس از رأی‌گیری در ۱۹۹۴ به ناحیه‌ای مستقل تبدیل شد. شروکشار ۴۰٫۷۷ کیلومتر مربع مساحت دارد و طبق آمار اول ژانویهٔ سال ۲۰۱۹، جمعیت آن ۲۲٬۹۶۵ نفر است.

## خواهرخوانده
- توروک‌بالینت، مجارستان
- اودورهیو سکویس، رومانی
- نورتینگن، آلمان
- Tvardica، بلغارستان